# Елліджент-стедіум
«Еллі́джент Стедіум» (англ. Allegiant Stadium) — мультифункціональний стадіон у місті Парадайз, Невада, домашня арена клубу «Лас-Вегас Рейдерс» з Національної футбольної ліги. Місткість становить 65 000 глядачів під час футбольних матчів та 72 000 під час концертів.

## Історія
Після того, як «Окленд Рейдерс» почав розглядати можливість переїзду до Лас-Вегаса, виникла необхідність будівництва нового стадіону «з нуля», оскільки жоден об'єкт у місті та околицях не відповідав вимогам прийому команди до НФЛ. Спроєктували нову арену для 65 000 глядачів, яка була модифікованою версією попереднього проєкту MANICA Architecture, розробленого для побудови стадіону в Карсоні, на околиці Лос-Анджелеса. Однією з головних змін у конструкції було додавання постійного даху на весь стадіон (включаючи поле). Вартість проєкту оцінювали в 1,8 млрд доларів, але в підсумку його вартість зросла ще на 175 млн доларів, що робить стадіон одним із найдорожчих об’єктів такого типу у світі.
Будівництво стадіону розпочалося 13 листопада 2017 року, а відкриття відбулося 31 липня 2020 року. Відкриттям стадіону повинен був стати концерт Гарта Брукса, але подію перенесли на 2021 рік через пандемію COVID-19 .
Першою подією на стадіоні стала гра з американського футболу 21 вересня 2020 року, коли «Лас-Вегас Рейдерс» перемогли «Нью-Орлінс Сейнтс» 34:24.
1 серпня 2021 року на стадіоні відбувся фінал Золотого кубка КОНКАКАФ 2021 року.